# Cechownia

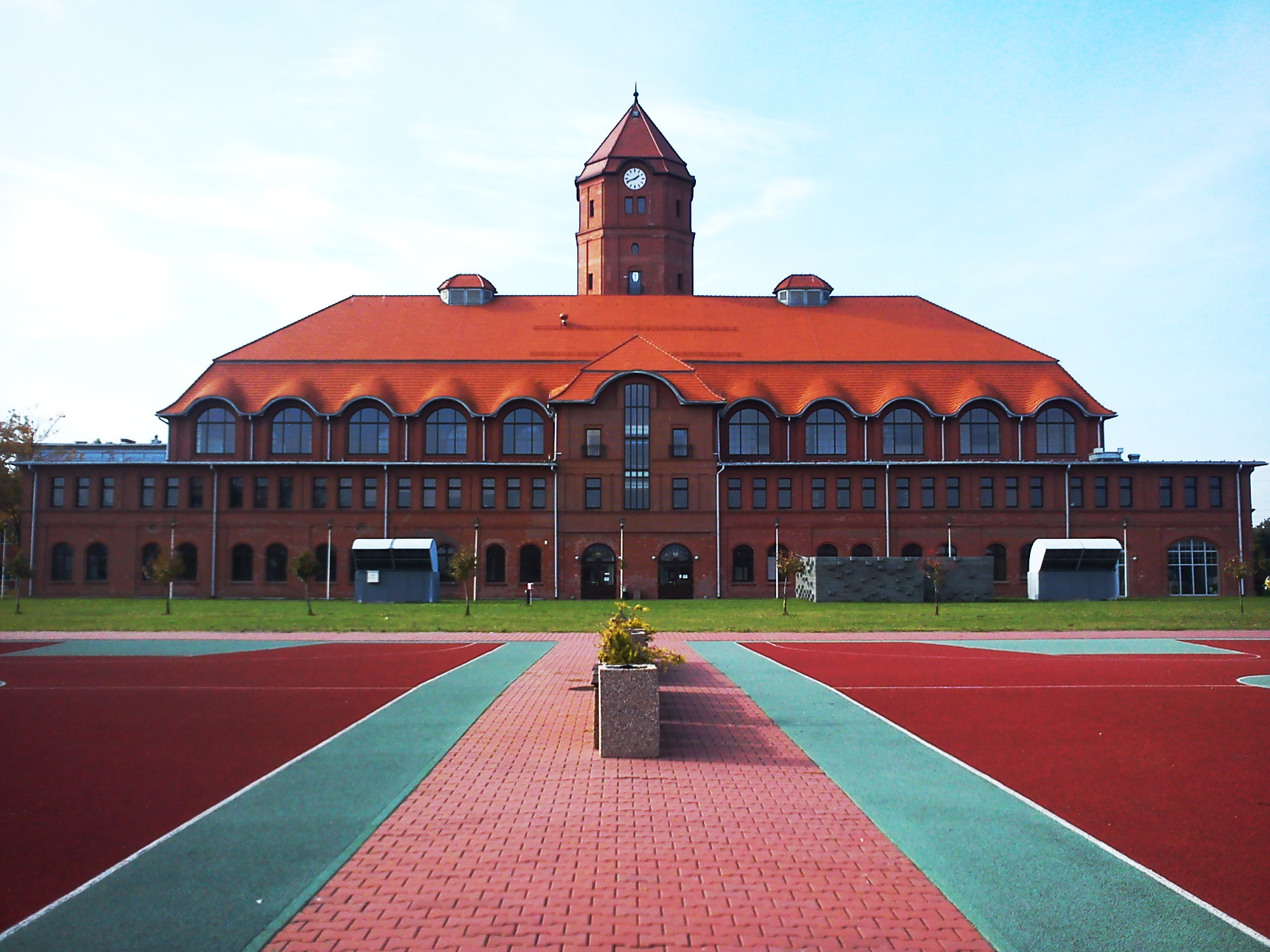
Odrestaurowany budynek dawnej cechowni KWK Gliwice, fot. 2014 r.

Cechownia (żarg. dom zborny, zbór, cehaus, cajhoż ) – część kopalni, rodzaj poczekalni, w której górnicy zbierają się i wykonują czynności służbowe przed zjazdem w dół lub po powrocie na powierzchnię. W cechowni odbywają się także górnicze uroczystości .